# Henrique Mann
Henrique Mann (Porto Alegre, 11 de março de 1961) é um músico, compositor, escritor e produtor cultural brasileiro.

## Carreira
Seu interesse e envolvimento com a música começou na década de 1970, em festivais estudantis.
Na década de 1980, já em carreira profissional, conheceu Mário Quintana. Desse encontro resultou Quintanares & Cantares (LP), com arranjos de Alfred Hülsberg, que em 1998 foi relançado em CD.
Em 1991, com a participação de Chico Buarque, Caetano Veloso, Gilberto Gil, Belchior, Alceu Valença, Carlos Lyra, Lulu Santos e Oswaldo Montenegro, lançou A Música Popular Brasileira em Debate (livro). Na mesma época, passou a produzir shows e espetáculos de vários desses mesmos artistas. Em 1995, com prefácio de Oswaldo Montenegro e apresentação de Luiz de Miranda, lançou Retratos da Vida Boêmia (livro). Também na década de 1990, mapeou as músicas mais representativas de Porto Alegre no século XX. Dessa pesquisa originaram-se os dois volumes de Porto Alegre Boêmia - Um Século de Canções.
No fim da década de 1990, passou a pesquisar a relação da música gaúcha com outras vertentes regionais e então lançou o Norte in Sul (CD), em 2000, apontando as ligações históricas entre as músicas do Sul e do Nordeste.
Em 2002, sob o patrocínio da Companhia Estadual de Energia Elétrica do Rio Grande do Sul, sua pesquisa regional se consubstanciou nos 30 volumes da coleção Som do Sul, com biografias e obras de músicos, produtores e personalidades históricas da música gaúcha do século XX.
De 2005 a 2008, foi Coordenador de Música da Secretaria da Cultura do Município de Porto Alegre, onde desenvolveu trabalhos que resultaram nos shows Nós da Noite, Sons da Cidade e Encontrabanda e no CD da Banda Municipal de Porto Alegre.
Em 2011, começou a pesquisar música portuguesa, com ênfase no fado, passando a residir em Setúbal (Portugal). No exterior, tornou-se correspondente internacional da Rádio Ciríaco FM, que transmite em 87,9 MHz no Rio Grande do Sul.

## Prêmios e Indicações
Por diversas vezes, Henrique Mann foi indicado e contemplado com o Prêmio Açorianos.
| Ano  | Prêmio                         | Categoria       | Obra         | Resultado |
| ---- | ------------------------------ | --------------- | ------------ | --------- |
| 1999 | Prêmio Açorianos de Música     | Disco Regional  | Norte in Sul | Indicado  |
| 1999 | Prêmio Açorianos de Música     | Disco MPB       | Norte in Sul | Indicado  |
| 2003 | Prêmio Açorianos de Literatura | Especial        | Som do Sul   | Premiado  |
| 2003 | Prêmio Açorianos de Música     | Menção Especial | Som do Sul   | Premiado  |

## Vida Pessoal
Henrique Mann é casado com Leandra Vargas e tem grande interesse por artes marciais e hipismo.
É praticante de judô, caratê, capoeira, boxe e kickboxing. Das artes marciais praticadas, destaca-se especialmente como contramestre de capoeira, faixa preta 4º dan em kickboxing, e professor de boxe e de artes marciais mistas (MMA). Além disso, é filiado à Associação Gaúcha de Artes Marciais (AGAM), ao Conselho Internacional de Artes Marciais (CIAM) e à Intercontinental Boxing Federation (IBF).

## Discografia
- Quintanares & Cantares (LP) (1986)Henrique Mann e Mário Quintana

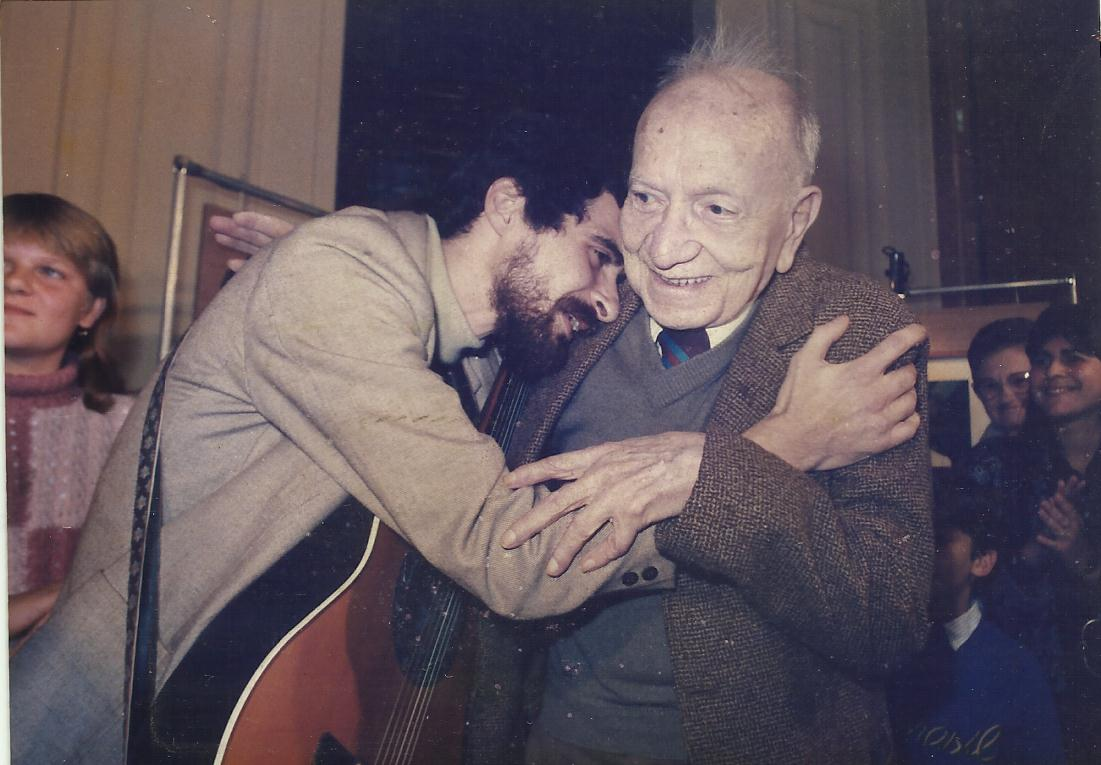
Henrique Mann e Mário Quintana

- Porto Alegre Boêmia - Um Século de Canções - vol. 1 (1997)
- Porto Alegre Boêmia - Um Século de Canções - vol. 2 (1998)
- Quintanares & Cantares (CD) (1998)
- Norte in Sul (2000)

## Livros
- A Música Popular Brasileira em Debate (1991)
- Retratos da Vida Boêmia (1995)
- Coleção CEEE - Som do Sul - História da Música do Rio Grande do Sul no Século XX (30 volumes) (2002)
- Som do Sul (2003)